# Zielonogórski Ośrodek Kultury
Zielonogórski Ośrodek Kultury (ZOK) – samorządowa instytucja kultury w Zielonej Górze.
Ośrodek powstał w 1974 roku z połączenia Miejskiego Ośrodka Kultury i Poradni Kulturalno-Oświatowej. Decyzja o utworzeniu ośrodka została podpisana 14 marca przez ówczesnego Prezydenta Miasta Zielona Góra Jana Nieruchalskiego oraz Naczelnika Powiatu Zielonogórskiego Bernarda Domagalskiego.
Do głównych zadań ośrodka należą:
- rozbudzanie i zaspokajanie potrzeb kulturalnych mieszkańców miasta
- wspieranie profesjonalnej i amatorskiej działalności artystycznej

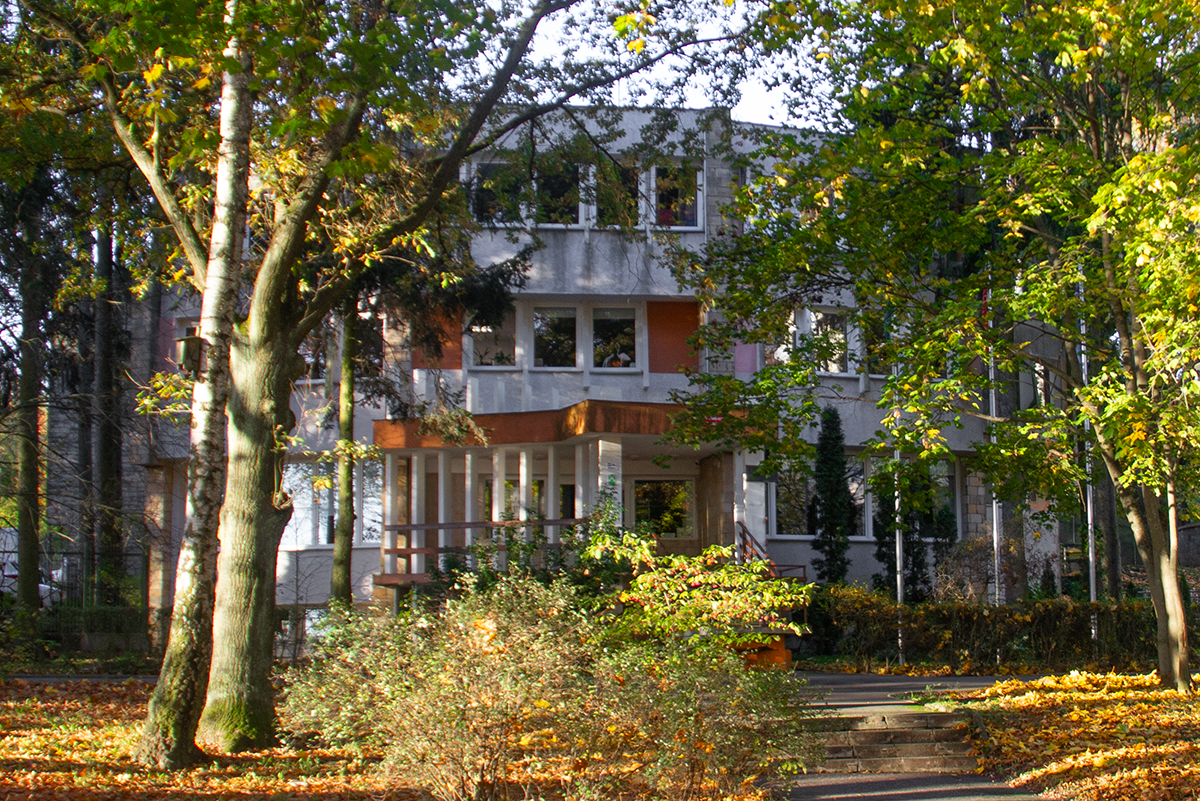
Główne wejście do Zielonogórskiego Ośrodka Kultury w Park Piastowski (Zielona Góra)

- edukacja kulturalna

## Siedziba
Na początku siedzibą ZOK była nieistniejąca już Hala Ludowa (Estrada). Od lipca 1976 r. siedzibą instytucji jest oddany do użytku 3 lata wcześniej Amfiteatr im. Anny German w Zielonej Górze, którym ZOK zarządza w imieniu miasta.   
W budynku mieści się również Hydro(za)gadka - sala ze sceną mogąca pomieścić około 250 widzów, a także dwie małe galerie sztuki: Hydrogaleria i Duży Pokój.   

## Działalność
Zielonogórski Ośrodek Kultury jest organizatorem koncertów, spektakli, wystaw i konkursów plastycznych. Wspiera rozwój grup muzycznych i plastycznych, zarówno amatorskich jak i profesjonalnych, w różnych grupach wiekowych. Jest również organizatorem wszystkich miejskich wydarzeń kulturalnych. Na przestrzeni lat był organizatorem wielu festiwali, w tym Ogólnopolskiego Festiwalu Piosenki Dziecięcej i Młodzieżowej FUMA.

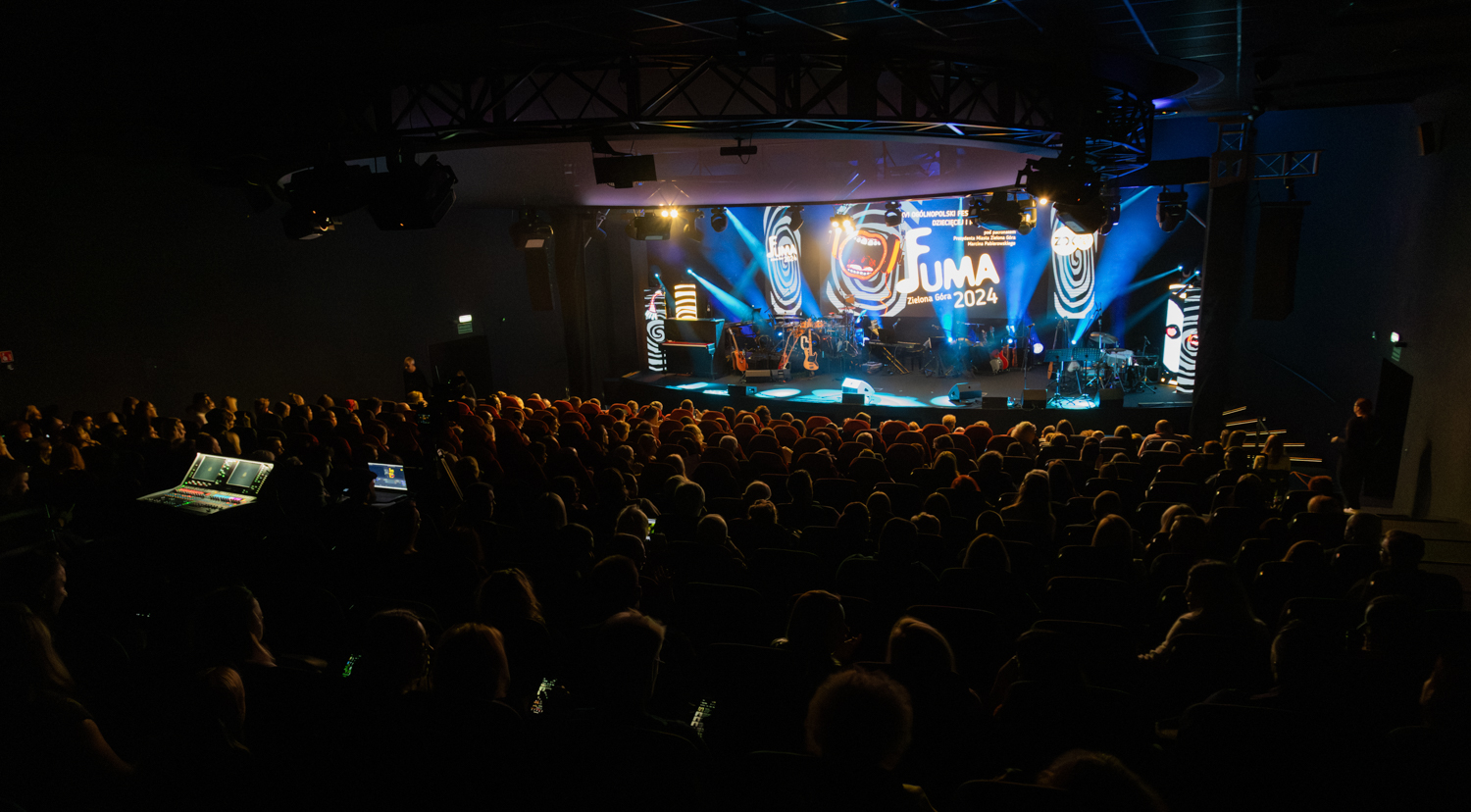
16. Ogólnopolski Festiwal Piosenki Dziecięcej i Młodzieżowej FUMA w Planetarium Wenus

W 2015 roku, w związku z otwarciem Planetarium Wenus i Centrum Przyrodniczego (które są filiami ZOK), aktywność ośrodka poszerzyła się o prowadzenie działań upowszechniających naukę.
Zielonogórski Ośrodek Kultury jest również jednym z inicjatorów i organizatorów Lubuskich Konfrontacji Artystycznych (LKA).

### Najważniejsze imprezy i wydarzenia cykliczne[6]:
- Winobranie (jako współorganizator, 1976 - obecnie)
- Festiwal Piosenki Radzieckiej (jako realizator, 1976 - 1989)
- Festiwal im. Anny German "Tańczące Eurydyki" (organizator, 2002 - 2008)
- Lato Muz Wszelakich (organizator, 2007 - obecnie)
- Ogólnopolski Festiwal Piosenki Dziecięcej i Młodzieżowej FUMA (organizator, 2009 - obecnie)
- Miejski Jarmark Bożonarodzeniowy (organizator)

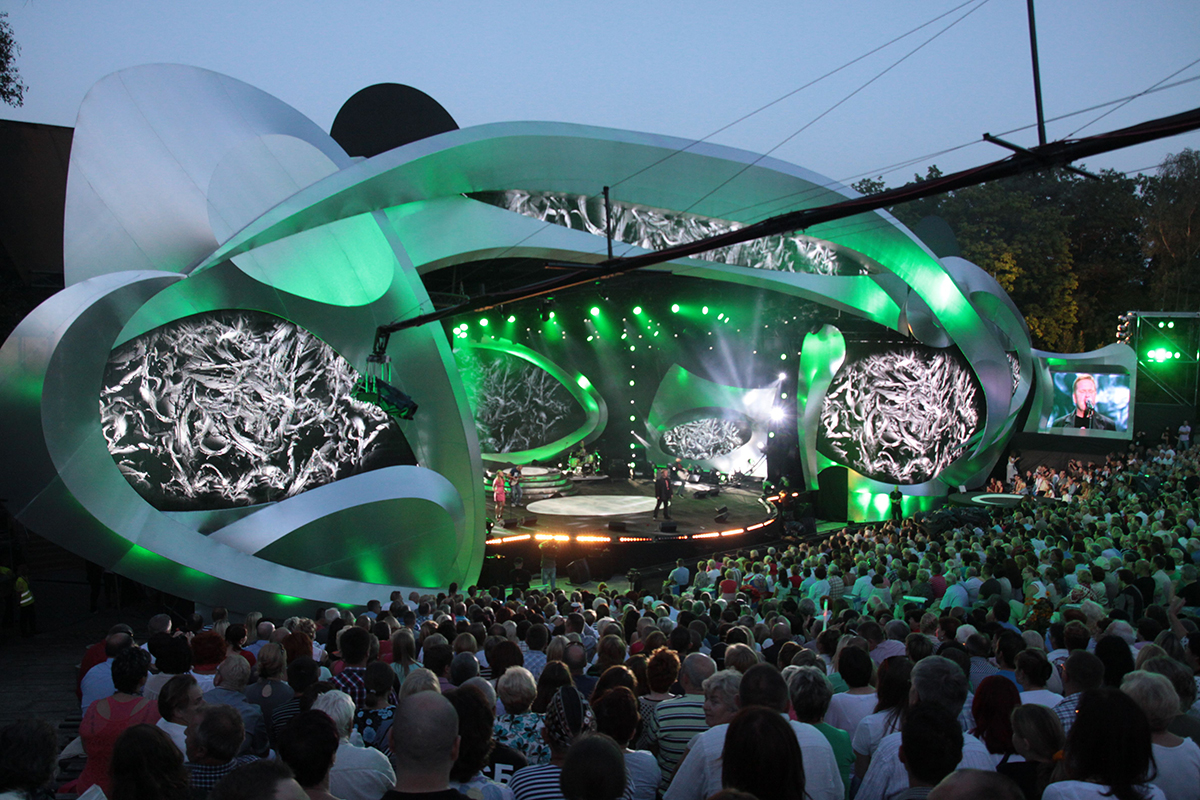
Festiwal Piosenki Rosyjskiej (2008 r.) w Amfiteatr im. Anny German w Zielonej Górze

### Najważniejsze organizowane konkursy[7]:
- Przegląd Dziecięcej i Młodzieżowej Twórczości Teatralnej „O Złote Pióro Koszałka Opałka”
- Ogólnopolski Konkurs Plastyczny „Magia teatru – Lalka teatralna”
- Miejski Konkurs Plastyczny
- Ogólnopolski Konkurs Fotograficzny „Martwa Natura"

### Grupy artystyczne
W Zielonogórskim Ośrodku Kultury działa wiele grup artystycznych takich jak Grupa Plastyczna Babie Lato, Teatr Pachmilanka, czy założone w 1998 roku Studio Piosenki ERATO.

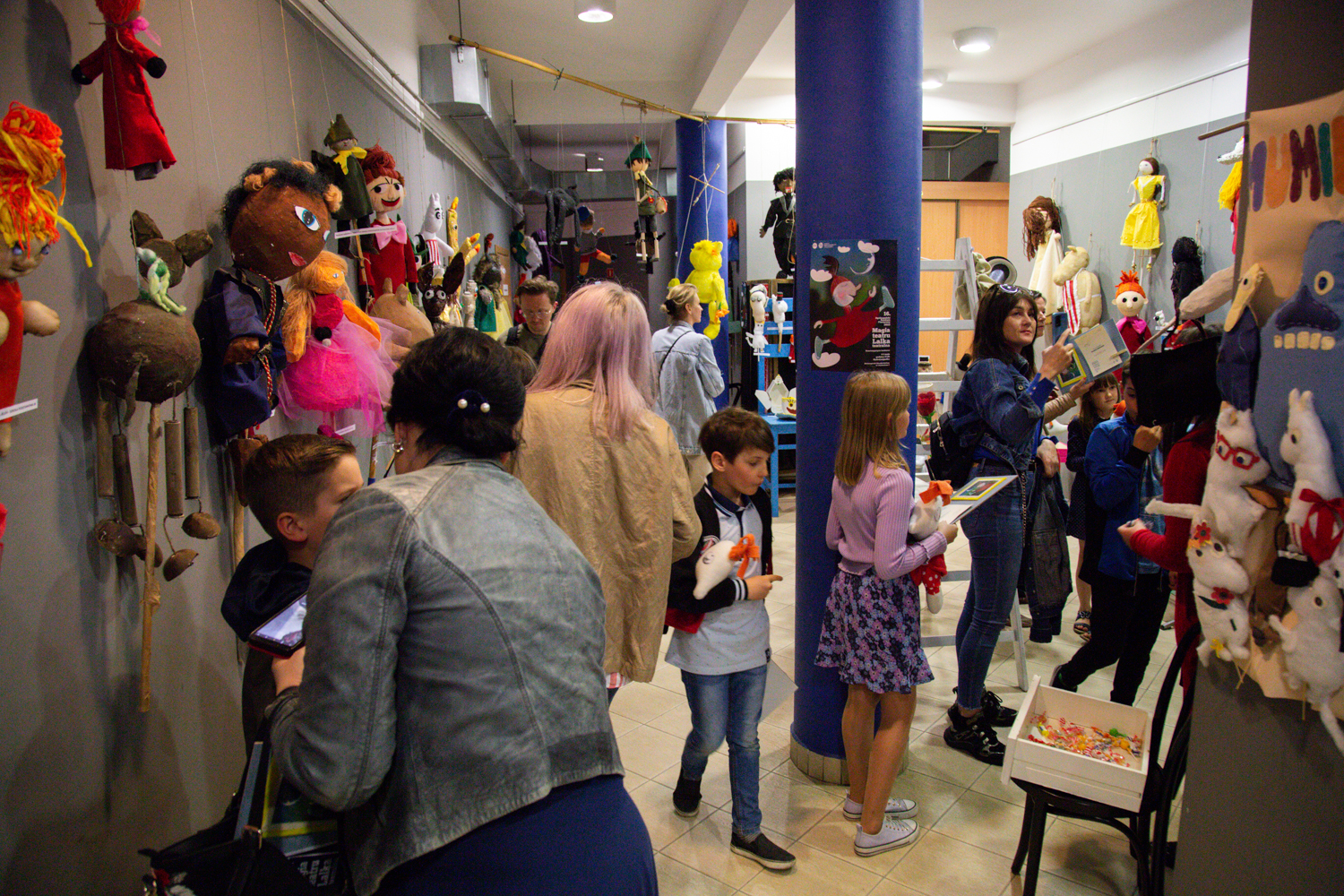
Wernisaż Ogólnopolskiego Konkursu Plastycznego “Magia teatru – Lalka teatralna” 2022

### Wychowankowie
Wśród wychowanków ZOK znaleźć można takie osoby jak:
- Patrycja Kosiarkiewicz (piosenkarka, kompozytorka i autorka tekstów)
- Sandra Staniszewska-Herbich (aktorka teatralna i filmowa)
- Artur Caturian (wokalista, aktor)
- Marta Honzatko (aktorka, wokalistka)
- Maciej Moszyński (wokalista, producent muzyczny)
- Wiktoria Wiater (finalistka Szansy na Sukces - Opole 2022[9])
- Pola Płowiak (finalistka The Voice Kids 2023)

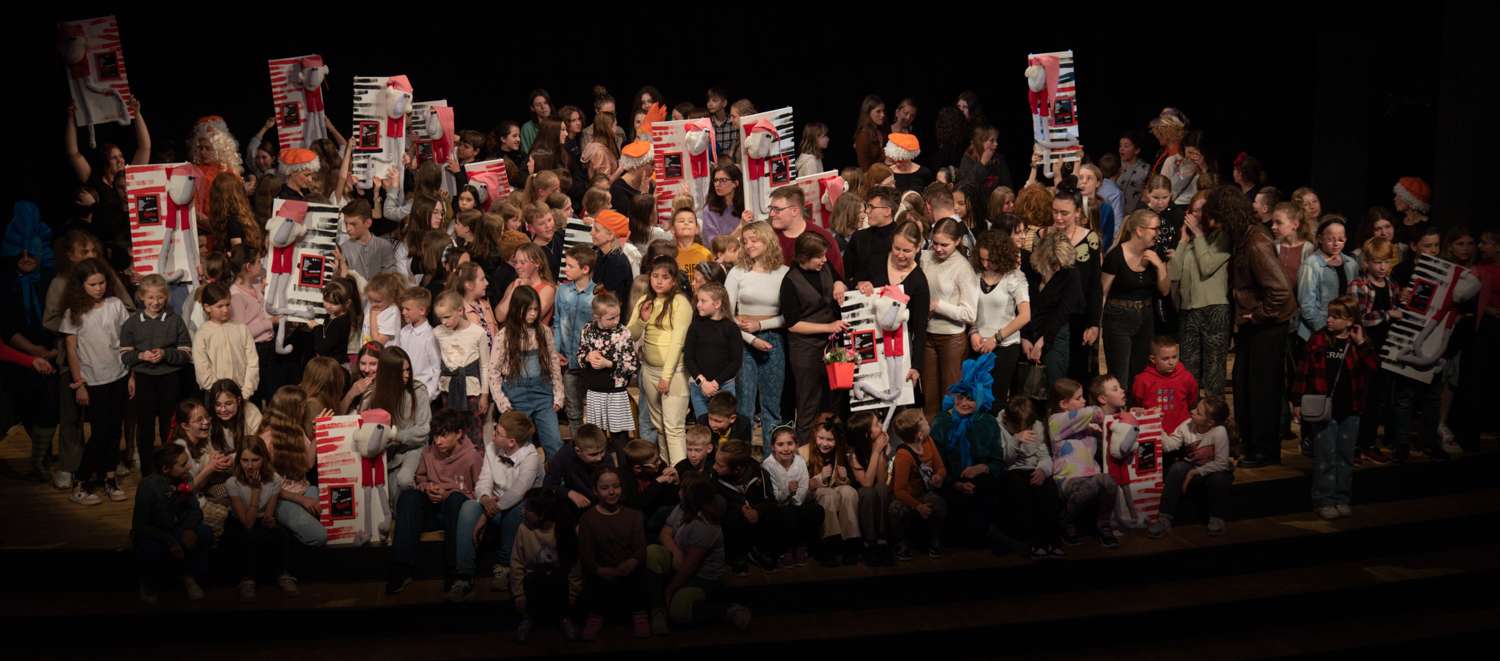
XXVIII Przegląd Dziecięcej i Młodzieżowej Twórczości Teatralnej „O Złote Pióro Koszałka Opałka” w Lubuski Teatr w Zielonej Górze

### Program Edukacji Kulturalnej Dzieci i Młodzieży
Od 1996 roku ZOK realizuje autorski Program Edukacji Kulturalnej Dzieci i Młodzieży (PEKDiM). Głównym elementem programu jest prowadzenie w zielonogórskich szkołach i placówkach kulturalnych zajęć pozalekcyjnych (muzycznych, plastycznych i teatralnych) dla dzieci i młodzieży. Prowadzone są również konkursy i wernisaże.

### Złote Medale Prezydenta Miasta

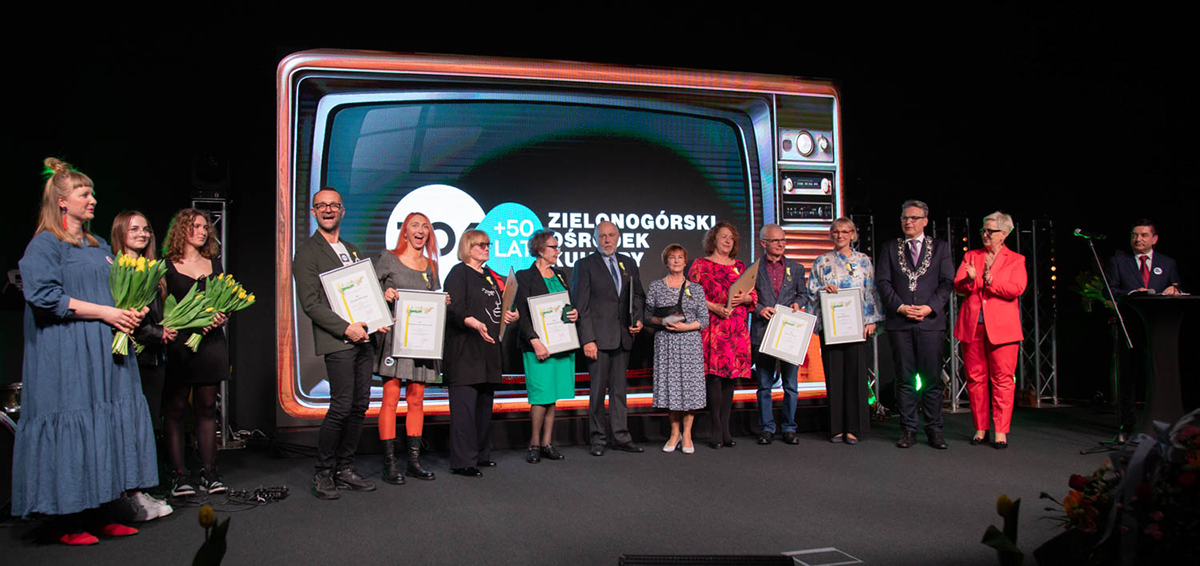
Uroczyste wręczenie Nagród Prezydenta Miasta Zielona Góra "Złoty Medal" za osiągnięcia szczególnie ważne dla miasta.

W 2024 roku w trakcie obchodów 50-cio lecia ośrodka, najbardziej zasłużeni pracownicy ZOK zostali wyróżnieni Nagrodą Prezydenta Miasta Zielona Góra "Złoty Medal" za osiągnięcia szczególnie ważne dla miasta. Nagrody otrzymali: Wiesława Błachowiak, Wanda Rudkowska, Jerzy Markiewicz, Agata Miedzińska, Barbara Krawczyk, Teresa Czarnecka, Mirosław Musioł, Krzysztof Mroziński i Małgorzata Paszkier-Wojcieszonek.

## Dyrektorzy ZOK
- Wiesława Błachowiak (1974 - 1988)
- Jerzy Bechyne (1989 - 1990)
- Stanisław Wolak (kierownik pełniący obowiązki dyrektora, 1991 - 1992)
- Jerzy Markiewicz (1993 - 1998)
- Wanda Rudkowska (1998 - 2008)
- Agata Miedzińska (2008 - obecnie)

## Filie
- Centrum Nauki Keplera - edukacyjna instytucja (centrum nauki) popularyzująca naukę w formie interaktywnych instalacji i pokazów (obejmuje Planetarium Wenus i Centrum Przyrodnicze)[4]
- Pałac w Starym Kisielinie - zabytkowy pałac, dawniej należący do rodziny von Stosch[12], obecnie siedziba filii Zielonogórskiego Ośrodka Kultury[13]